# Lijst van gemeentelijke monumenten in Eijsden-Margraten
De gemeente Eijsden-Margraten heeft 58 gemeentelijke monumenten. Hieronder een overzicht. 

## Banholt
De plaats Banholt kent 7 gemeentelijke monumenten:
| Object                         | Bouwjaar | Architect | Locatie        | Coördinaten                   | Nr.        | Afbeelding            |
| ------------------------------ | -------- | --------- | -------------- | ----------------------------- | ---------- | --------------------- |
| Vakwerkhuis                    |          |           | Bergstraat 16  | 50° 49' 9" NB, 5° 47' 28" OL  | 1903/WN001 | Vakwerkhuis           |
| Woonhuis                       | 1924     |           | Bredeweg 10    | 50° 47' 24" NB, 5° 48' 40" OL | 1903/WN002 | Upload foto           |
| Boerderij met vakwerk          |          |           | Loverixplein 4 | 50° 47' 24" NB, 5° 48' 45" OL | 1903/WN003 | Boerderij met vakwerk |
| Boerderij met vakwerk          |          |           | Loverixplein 5 | 50° 47' 23" NB, 5° 48' 46" OL | 1903/WN004 | Boerderij met vakwerk |
| Vakwerkschuur                  |          |           | Mheerderweg 9  | 50° 47' 21" NB, 5° 48' 32" OL | 1903/WN005 | Upload foto           |
| Vakwerkschuur achter de woning |          |           | Terhorst 4     | 50° 47' 18" NB, 5° 49' 1" OL  | 1903/WN006 | Upload foto           |
| Boerderij                      |          |           | Terhorst 25    | 50° 47' 13" NB, 5° 48' 56" OL | 1903/WN007 | Upload foto           |

## Bemelen
De plaats Bemelen (met het gehucht Gasthuis kent 5 gemeentelijke monumenten:
| Object                      | Bouwjaar | Architect | Locatie     | Coördinaten                   | Nr.        | Afbeelding  |
| --------------------------- | -------- | --------- | ----------- | ----------------------------- | ---------- | ----------- |
| Woonhuis met vakwerk        |          |           | Gasthuis 14 | 50° 50' 33" NB, 5° 47' 35" OL | 1903/WN008 | Upload foto |
| Boerderij                   |          |           | Gasthuis 18 | 50° 50' 28" NB, 5° 47' 51" OL | 1903/WN009 | Upload foto |
| Boerderij                   |          |           | Gasthuis 20 | 50° 50' 28" NB, 5° 47' 52" OL | 1903/WN010 | Upload foto |
| Boerderij voormalige schuur |          |           | Gasthuis 22 | 50° 50' 27" NB, 5° 47' 52" OL | 1903/WN011 | Upload foto |
| Bakhuis in mergel           |          |           | Gasthuis 32 | 50° 50' 28" NB, 5° 47' 53" OL | 1903/WN012 | Upload foto |

## Cadier en Keer
De plaats Cadier en Keer kent 7 gemeentelijke monumenten:
| Object                                     | Bouwjaar | Architect | Locatie             | Coördinaten                   | Nr.        | Afbeelding                                 |
| ------------------------------------------ | -------- | --------- | ------------------- | ----------------------------- | ---------- | ------------------------------------------ |
| Boerenhoeve                                | 19e eeuw |           | Dorpsstraat 40      | 50° 49' 42" NB, 5° 45' 25" OL | 1903/WN013 | Upload foto                                |
| Boerderij in mergel                        |          |           | Dorpsstraat 46      | 50° 49' 42" NB, 5° 45' 23" OL | 1903/WN014 | Boerderij in mergel                        |
| Hoeve om gesloten binnenplaats             |          |           | Limburgerstraat 114 | 50° 49' 41" NB, 5° 46' 15" OL | 1903/WN015 | Meer afbeeldingen                          |
| Voogdijgesticht "Huize St. Jozef"          |          |           | Pater Kustersweg 8  | 50° 50' 16" NB, 5° 44' 51" OL | 1903/WN016 | Meer afbeeldingen                          |
| Villa Carl                                 |          |           | Pater Kustersweg 11 | 50° 50' 18" NB, 5° 44' 57" OL | 1903/WN017 | Villa Carl                                 |
| Villa in chaletstijl                       |          |           | Rijksweg 6A         | 50° 48' 56" NB, 5° 43' 41" OL | 1903/WN018 | Villa in chaletstijl                       |
| Klooster van de Zusters van de Miséricorde |          |           | Rijksweg 8          | 50° 48' 55" NB, 5° 43' 42" OL | 1903/WN019 | Klooster van de Zusters van de Miséricorde |

## Eckelrade
De plaats Eckelrade kent 7 gemeentelijke monumenten:
| Object                           | Bouwjaar | Architect | Locatie            | Coördinaten                   | Nr.        | Afbeelding  |
| -------------------------------- | -------- | --------- | ------------------ | ----------------------------- | ---------- | ----------- |
| Boerderij met vakwerkconstructie |          |           | Dorpsstraat 1      | 50° 48' 15" NB, 5° 45' 36" OL | 1903/WN020 | Upload foto |
| Zuivelfabriek                    |          |           | Dorpsstraat 15     | 50° 48' 19" NB, 5° 45' 43" OL | 1903/WN021 | Upload foto |
| Boerderij met vakwerkconstructie |          |           | Dorpsstraat 36     | 50° 48' 21" NB, 5° 45' 46" OL | 1903/WN022 | Upload foto |
| Boerderij met vakwerkconstructie |          |           | Dorpsstraat 46     | 50° 48' 22" NB, 5° 45' 50" OL | 1903/WN023 | Upload foto |
| Boerderij                        |          |           | Dorpsstraat 64     | 50° 48' 23" NB, 5° 45' 58" OL | 1903/WN024 | Boerderij   |
| Boerderij met vakwerkconstructie |          |           | Sjampeljoensteeg 2 | 50° 48' 27" NB, 5° 46' 33" OL | 1903/WN025 | Upload foto |
| Boerderij met vakwerkconstructie |          |           | Sjampeljoensteeg 4 | 50° 48' 25" NB, 5° 46' 36" OL | 1903/WN026 | Upload foto |

## Margraten
De plaats Margraten kent 10 gemeentelijke monumenten:
| Object                            | Bouwjaar | Architect | Locatie                       | Coördinaten                   | Nr.        | Afbeelding                        |
| --------------------------------- | -------- | --------- | ----------------------------- | ----------------------------- | ---------- | --------------------------------- |
| Boerderij                         | 1919     |           | Gen Hof 6                     | 50° 48' 40" NB, 5° 50' 2" OL  | 1903/WN027 | Boerderij                         |
| Gedeelte hoeve "de Dreeshof"      |          |           | Groot Welsden 9, 11           | 50° 49' 52" NB, 5° 47' 54" OL | 1903/WN028 | Upload foto                       |
| Gedeelte hoeve "de Dreeshof"      |          |           | Groot Welsden 41              | 50° 50' 0" NB, 5° 47' 29" OL  | 1903/WN029 | Gedeelte hoeve "de Dreeshof"      |
| Deel van hoeve "op gene Bösch"    |          |           | Groot Welsden 116             | 50° 50' 0" NB, 5° 47' 29" OL  | 1903/WN030 | Upload foto                       |
| Deel van hoeve "op gene Bösch"    |          |           | Groot Welsden 118             | 50° 50' 0" NB, 5° 47' 29" OL  | 1903/WN031 | Upload foto                       |
| Voormalig gemeentehuis met school |          |           | Hoenderstraat 2               | 50° 49' 11" NB, 5° 49' 12" OL | 1903/WN032 | Voormalig gemeentehuis met school |
| L-vormige boerderij met vakwerk   |          |           | Honthem 33                    | 50° 48' 52" NB, 5° 47' 50" OL | 1903/WN033 | Upload foto                       |
| Hoeve met gesloten binneplaats    |          |           | Klein Welsden 31              | 50° 49' 59" NB, 5° 47' 33" OL | 1903/WN034 | Upload foto                       |
| Café, Woonhuis met poort          |          |           | Pastoor Brouwersstraat 16, 18 | 50° 49' 11" NB, 5° 49' 16" OL | 1903/WN035 | Upload foto                       |
| Boerderij "Huize Vrucht en Hof"   |          |           | Rijksweg 110                  | 50° 49' 25" NB, 5° 46' 46" OL | 1903/WN036 | Boerderij "Huize Vrucht en Hof"   |

## Mheer
De plaats Mheer kent 5 gemeentelijke monumenten:
| Object                            | Bouwjaar | Architect | Locatie                    | Coördinaten                   | Nr.        | Afbeelding                     |
| --------------------------------- | -------- | --------- | -------------------------- | ----------------------------- | ---------- | ------------------------------ |
| Woonhuis in "Deltse School-stijl" |          |           | Burgemeester Beckersweg 75 | 50° 47' 49" NB, 5° 46' 8" OL  | 1903/WN037 | Upload foto                    |
| Hoeve om gesloten binnenplaats    |          |           | Papenweg 7                 | 50° 46' 40" NB, 5° 47' 41" OL | 1903/WN038 | Hoeve om gesloten binnenplaats |
| Vakwerkhuis in twee lagen         |          |           | Papenweg 11                | 50° 46' 40" NB, 5° 47' 42" OL | 1903/WN039 | Vakwerkhuis in twee lagen      |
| Vakwerkhuis                       |          |           | Stallestraat 2             | 50° 46' 39" NB, 5° 47' 37" OL | 1903/WN040 | Vakwerkhuis                    |
| Boerderijcomplex                  |          |           | Wienickerstraat 2, 4       | 50° 46' 34" NB, 5° 47' 42" OL | 1903/WN041 | Boerderijcomplex               |

## Noorbeek
De plaats Noorbeek kent 8 gemeentelijke monumenten:
| Object                           | Bouwjaar | Architect | Locatie          | Coördinaten                   | Nr.        | Afbeelding                       |
| -------------------------------- | -------- | --------- | ---------------- | ----------------------------- | ---------- | -------------------------------- |
| Hoeve om gesloten binnenplaats   |          |           | Bergenhuizen 23  | 50° 46' 29" NB, 5° 48' 47" OL | 1903/WN042 | Upload foto                      |
| Boerderij met vakwerkconstructie |          |           | Bovenstraat 19   | 50° 46' 13" NB, 5° 48' 54" OL | 1903/WN043 | Boerderij met vakwerkconstructie |
| Voormalige meelfabriek           |          |           | Dorpstraat 22    | 50° 47' 46" NB, 5° 45' 60" OL | 1903/WN044 | Voormalige meelfabriek           |
| Woning met timmerwerkplaats      |          |           | Dorpstraat 25    | 50° 47' 46" NB, 5° 45' 60" OL | 1903/WN045 | Woning met timmerwerkplaats      |
| Hoeve om gesloten binnenplaats   |          |           | Gulpenerstraat 5 | 50° 47' 13" NB, 5° 49' 50" OL | 1903/WN046 | Upload foto                      |
| Vakwerkschuur achter 6           |          |           | Klompestraat 6   | 50° 46' 9" NB, 5° 48' 32" OL  | 1903/WN047 | Upload foto                      |
| Vakwerkschuur achter 4 en 5      |          |           | Pley 5, 6        | 50° 45' 31" NB, 5° 45' 43" OL | 1903/WN048 | Vakwerkschuur achter 4 en 5      |
| Boerderij met vakwerkconstructie |          |           | Schey 8          | 50° 46' 14" NB, 5° 49' 47" OL | 1903/WN049 | Upload foto                      |

## Scheulder
De plaats Scheulder kent 1 gemeentelijk monument:
| Object           | Bouwjaar | Architect | Locatie                 | Coördinaten                   | Nr.        | Afbeelding  |
| ---------------- | -------- | --------- | ----------------------- | ----------------------------- | ---------- | ----------- |
| Boerderijcomplex |          |           | Scheulderdorpsstraat 58 | 50° 49' 45" NB, 5° 50' 36" OL | 1903/WN050 | Upload foto |

## Sint Geertruid
De plaats Sint Geertruid kent 8 gemeentelijke monumenten:
| Object                                 | Bouwjaar | Architect | Locatie              | Coördinaten                   | Nr.        | Afbeelding  |
| -------------------------------------- | -------- | --------- | -------------------- | ----------------------------- | ---------- | ----------- |
| Hoeve met vrijwel gesloten binneplaats |          |           | Bruisterbosch 22     | 50° 48' 18" NB, 5° 48' 12" OL | 1903/WN051 | Upload foto |
| Pastorie                               | 1923     |           | Burg. Wolfsstraat 40 | 50° 47' 45" NB, 5° 45' 53" OL | 1903/WN052 | Upload foto |
| Straatvleugel van gesloten hoeve       | 19e eeuw |           | Dorpsstraat 18       | 50° 48' 17" NB, 5° 45' 43" OL | 1903/WN053 | Upload foto |
| Boerderij gedeeltelijk met vakwerk     |          |           | Eindstraat 21        | 50° 47' 40" NB, 5° 45' 48" OL | 1903/WN054 | Upload foto |
| Vakwerkhuis                            |          |           | Eindstraat 44        | 50° 47' 37" NB, 5° 45' 44" OL | 1903/WN055 | Upload foto |
| Woondeel en schuur van U-vormige hoeve |          |           | Libeek 11            | 50° 47' 8" NB, 5° 46' 7" OL   | 1903/WN056 | Upload foto |
| Vakwerkschuur                          |          |           | Libeek 17            | 50° 47' 15" NB, 5° 46' 16" OL | 1903/WN057 | Upload foto |
| Voormalig gemeentehuis                 |          |           | Schoolstraat 5       | 50° 47' 47" NB, 5° 46' 9" OL  | 1903/WN058 | Upload foto |